# B-Real
B-Real, nome artístico de Louis Freese (2 de junho de 1970) é um rapper americano de ascendência cubana e mexicana. Ele é mais conhecido por ser o líder do grupo de hip hop Cypress Hill, que estreou com o seu auto-intitulado álbum Cypress Hill em 1991 e sua voz nasal. Atualmente faz parte do supergrupo Prophets of Rage, composto por ex- integrantes do Rage Against The Machine, Public Enemy e Cypress Hill.

## Discografia

### Álbuns solo
- 2009: Smoke N Mirrors
- 2010: The Harvest

### Colaborações
- 2006: Vato (com Snoop Dogg)
- 2010: Serial KillAz (com Xzibit e Young De)
- 2010: Blaze! (com Snoop Dogg)

### Mixtapes
- 2005: The Gunslinger
- 2006: The Gunslinger Part II: Fist Full of Dollars
- 2007: The Gunslinger Part III: For a Few Dollars More